# Massimiliano Allegri
Massimiliano „Max“ Allegri (* 11. August 1967 in Livorno) ist ein ehemaliger italienischer Fußballspieler und heutiger -trainer. Er war von 2010 bis 2014 Cheftrainer der AC Mailand und übernahm im Jahr 2025 erneut dieses Amt.

## Spielerkarriere
Nachdem Allegri die erste Zeit seiner Karriere in den unteren italienischen Ligen verbracht hatte, unter anderem auch bei seinem Heimatverein AS Livorno, wechselte der Italiener 1991 zu Pescara Calcio. Unter Giovanni Galeone entwickelte Allegri sich, empfahl sich für die Serie A und wechselte 1992 zur AC Perugia. Nach einigen Wechseln, unter anderem zum SSC Neapel, beendete Allegri 2003 seine aktive Karriere bei Aglianese Calcio ohne nennenswerte Erfolge.

## Trainerkarriere

### Anfangsjahre
Allegris erste Trainerstation war 2004 bei Aglianse Calcio. Nach einer Saison dort wechselte er zum Serie-C2-Verein US Grosseto, mit dem er jedoch nicht so erfolgreich war wie mit Aglianse. Zu Beginn der Saison 2006/07 wurde er beurlaubt und schloss sich dem Trainerteam seines ehemaligen Mentors Giovanni Galeone bei Udinese Calcio an. Zum Zeitpunkt seines Wechsels nach Udine war Allegri allerdings noch bei Grosseto angestellt, was laut italienischem Regelwerk verboten ist. Daraufhin wurde Allegri für drei Monate vom italienischen Verband gesperrt.
Im August 2007 wurde Allegri Trainer beim Serie-C1-Klub US Sassuolo Calcio und in seiner ersten Saison mit seinem neuen Arbeitgeber schaffte er den ersten Aufstieg in die Serie B der Vereinsgeschichte.
Im Mai 2008 verpflichtete ihn der Serie-A-Klub Cagliari Calcio. Nach einem Start mit fünf Niederlagen aus den ersten fünf Spielen schaffte das Team noch die Wende und erreichte im Dezember einen mittleren Tabellenplatz, der Allegri eine Vertragsverlängerung um zwei Jahre einbrachte. Die Saison 2008/09 beendete die Mannschaft mit dem neunten Tabellenplatz, der ein großer Erfolg für den Verein aufgrund seiner begrenzten Möglichkeiten war.

### AC Mailand
Im Mai 2010 trennte sich Cagliari von Massimiliano Allegri. Ab Juli 2010 trainierte er die Mannschaft der AC Mailand und führte den Verein 2010/11 auf Anhieb zur Italienischen Meisterschaft, der ersten seit sieben Jahren. Im Januar 2014 musste Allegri nach einer Niederlage gegen seinen ehemaligen Verein und Aufsteiger US Sassuolo Calcio den Verein verlassen.

### Juventus Turin
Im Sommer 2014 wurde Massimiliano Allegri Nachfolger von Antonio Conte bei Juventus Turin. Der bei den Fans überaus beliebte Conte hatte den Verein nach drei Meistertiteln in Folge verlassen und Allegri wurde aufgrund seiner Mailänder Vergangenheit von den Anhängern eher reserviert empfangen. Gleich in seiner ersten Saison gewann Allegri das Double aus Meisterschaft und Pokal. Auch erreichte er das Finale der Champions League in Berlin, welches mit 1:3 gegen den FC Barcelona verloren ging.
In den folgenden drei Spielzeiten gelang ihm die Verteidigung des Doubles. Zudem erreichte er 2017 erneut das Champions-League-Finale. Im Endspiel in Cardiff traf man in einer Neuauflage des Finals von 1998 auf Titelverteidiger Real Madrid, gegen das man mit 1:4 deutlich verlor. In seiner letzten Saison wurde er das fünfte Mal in Folge Meister. Die vierte Verteidigung des Doubles wurde durch eine 0:3-Viertelfinalniederlage gegen Atalanta Bergamo im Pokal dagegen verpasst. In der Champions League scheiterte man im Viertelfinale an Ajax Amsterdam.
Nach der Saison 2018/19 verließ Allegri den Verein. Allegri kündigte danach ein Sabbatjahr an, er wolle frühestens zur Saison 2020/21 wieder einen Verein trainieren.
Zum Zeitpunkt seines Abschieds hatte Allegri Juventus zu fünf Meisterschaften, vier Pokalen, zwei Supercups und in zwei Champions-League-Endspiele geführt.

### Rückkehr zu Juventus Turin
Zur Saison 2021/22 kehrt Allegri zu Juventus Turin zurück, das im Vorjahr unter Andrea Pirlo nach neun Meisterschaften in Folge nur Vierter geworden und in der Champions League im Achtelfinale ausgeschieden war. Juventus schloss jedoch auch die Saison 2021/22 auf dem vierten und die Folgesaison u. a. wegen einer Punktstrafe auf dem siebten Platz ab. Am 17. Mai 2024, vor dem 37. von 38 Spieltagen der Saison 2023/24 trennte sich Juventus auf Platz vier der Tabelle von Allegri, nachdem er zwei Tage zuvor im später gewonnenen Pokalfinale die Beherrschung verloren und den Schiedsrichter beleidigt sowie im Nachgang einen Reporter bedroht hatte.

### Rückkehr zur AC Mailand
Zur Saison 2025/26 übernahm er als Nachfolger von Sérgio Conceição erneut das Cheftraineramt bei der AC Mailand.

## Titel als Trainer
Vereine
- Italienischer Meister (6): 2011 (AC Mailand), 2015, 2016, 2017, 2018, 2019 (alle Juventus Turin)
- Italienischer Pokalsieger (5): 2015, 2016, 2017, 2018, 2024 (alle Juventus Turin)
- Italienischer Supercupsieger (3): 2011 (AC Mailand), 2015, 2018 (beide Juventus Turin)
- Meister der Serie C1/A und Aufstieg in die Serie B: 2008 (US Sassuolo Calcio)

Individuell
- Trainer des Jahres in Italien: 2011, 2015, 2016, 2018
- Trainer des Monats der Serie A (2): November 2022, November 2023
- Gazzetta Sports Award – „Trainer des Jahres“: 2018

Sonstiges
- Er ist neben Árpád Weisz, Giovanni Trapattoni, Fabio Capello und Antonio Conte einer von fünf Trainern, der die italienische Meisterschaft mit zwei Vereinen (AC Mailand, Juventus Turin) gewann.